# 居玉
| 9  | 8  | 7  | 6  | 5  | 4  | 3  | 2  | 1  |    |
| 香 | 桂 |    | 金 | 王 |    |    | 桂 | 香 | 一 |
|    | 飛 |    |    |    |    | 金 |    |    | 二 |
|    |    |    | 歩 | 歩 | 歩 | 銀 | 歩 | 歩 | 三 |
| 歩 |    | 歩 | 銀 |    |    | 歩 |    |    | 四 |
|    | 歩 |    |    |    |    |    | 歩 |    | 五 |
|    |    | 歩 |    |    | 銀 | 歩 |    | 歩 | 六 |
| 歩 | 歩 | 銀 | 歩 | 歩 | 歩 |    |    |    | 七 |
|    |    | 金 |    |    |    |    | 飛 |    | 八 |
| 香 | 桂 |    |    | 玉 | 金 |    | 桂 | 香 | 九 |

居玉（いぎょく）とは、将棋で玉将が初期位置からまったく動いていない状態である。

## 概要
将棋では初期状態で先手の玉は5九、後手の玉は5一にある。一般的にはその玉を左右どちらかに動かしたり、5八（後手の場合5二）に動かし、周囲を金将や銀将などで囲う。それに対して玉を5九あるいは5一に置いたまま指し続けることを言う。一般的には居玉は悪形とされ、そのまま指すことは避けられる。実際、「居玉は避けよ」という格言もあるほどである。
基本的に居玉は悪形とされるが、そのまま指し手が進むこともしばしばある。特にコンピュータ将棋はよく居玉を指すことが指摘されている。たとえば、自分や相手の駒組みを見て、5九や5一の位置が玉を置くのに最もよいと考えられるとき、その場所に囲いを作る。この場合まれに「居玉囲い」と呼ぶこともある。また急戦で玉を囲う暇がない場合は、一方または双方がやむを得ず居玉のまま指し続ける場合がある。あえて居玉という悪形を維持し、相手が攻めてくるのを待つという戦術もある。
早繰り銀の場合、1六（後手の場合9四）の端歩を突いておかないと、指し手が進んで飛車が2四（後手の場合8六）に動いたときに相手から1五または9五に角行を打たれて王手飛車が成立することが知られている。この例からも分かるように、居玉は角による頓死や王手飛車の危険が高いため注意が必要である。
早石田の例であれば、図の局面で後手△8六歩は先手の誘いであり、以下▲同歩△同飛に▲7四歩があり、これを△同歩であれば▲2二角成△同銀▲9五角が生じる。図1-2は図1-1から数手進んだ局面で、升田式は従来の早石田と比べて、戦いの前にいったん玉を移動させているが、先手▲8四飛が生じたのは（次に▲8三銀などの狙い）、図1-1の▲4八玉と避けたため、△9五角がないからである（従来の早石田は▲8三飛△7二金で一局）。このように奇襲の戦術であれば常に王手飛車の筋があるため、避けることができるなら避けたほうが望ましいことになる。

## 実例
プロの対局で囲い合わずに戦いが起きる例も非常に多い。佐藤天彦、土佐浩司、佐藤康光、増田康宏、近藤誠也、藤井猛、井上慶太、佐々木大地、金井恒太、行方尚史、豊島将之、大橋貴洸、三浦弘行、永瀬拓矢、千葉幸生、小林裕士、佐藤和俊などの棋士に、居玉の採用例がみられるが、早くに開戦・仕掛けがなされるのでそれぞれ三浦は67手、永瀬は69手、 佐藤天は72手、近藤誠が83手、土佐も89手と比較的短手数での決着も多い。しかし決着までに藤井猛の場合で119手（且つ、居玉両側の金2枚も動かさず）、佐々木大も140手（相手の玉は入玉もしている）という一戦もある。行方は終局の投了図が、双方居玉の位置（行方に敗れた後手は、王を動かした後に5一に戻る）であった。
前項のように横歩取りでの居玉の採用が多いが、土佐や永瀬のときは角換わり（一手損角換わりも）でも、また矢倉においても金矢倉に入城する事なく居玉にする場合もある。振り飛車の例では藤井システムがある。
負けた側では、谷川浩司が居玉のまま57手 および61手で、脇謙二は69手、船江恒平は72手、平藤真吾も126手で投了している。 
また、泉正樹は84手から101手目まで、居玉の利きマス5箇所に味方の駒がない裸玉になったが、王を5一から動かさずに勝利した。
同様に豊島将之も64手から98手まで、居玉の周り5マスに味方の駒がない裸玉の状態を続けたが、最後に玉頭の5二に銀を打たれ投了した。
2019年度にも、藤井聡太が居玉で勝っている。かつ相手の居玉に対しても勝利した。また2021年度には自陣の香車・桂馬と4九の金も動かさずに、居玉のまま87手で勝利しているほか、これに8九の桂馬がない状態で67手で勝利している。横山泰明は63手まで相居玉で勝利。 
2020年度はタイトル戦七番勝負に、相居玉が出現。第33期竜王戦第1局では、羽生善治、豊島将之とも玉を動かすことなく終局を迎えた（結果は豊島の勝ち）。豊島は同第3局でも、居玉のまま172手の長手数で、羽生を下している。
2021年度では、東和男と金沢孝史が現役最後の同じ日の対局で居玉を採用。とくに東は自玉を堅く囲わないという棋風を表現したかのような、王将（後手玉）の二段目に自駒が全く無く、一段目も両端の香車のみという状態で投了した。同じく、都成竜馬は角交換振り飛車（4→2）で玉を全く囲わず居玉で攻めたが敗北した（投了図は先手からの王手を数回受けた為、王の周囲に複数の守り駒がある）。
また、斎藤明日斗は短時間棋戦における1日の連続対局で、後手と先手でどちらも居玉で戦い共に勝利した。

## 居玉戦法
居玉は藤井システム、早石田や新・石田流、鬼殺し、4四歩パックマンといった奇襲戦法系、カニカニ銀、急戦のひとつである早繰り銀の中盤でもよく見られる。英春流もチャンスと見たらすぐに速攻を仕掛けるので居玉を基本としており、横歩取り8五飛に対する先手の対策「新山﨑流」に代表される横歩取りやノーガード戦法など、また塚田スペシャルなどの相掛かりといった、飛車先交換型相居飛車のものは非常に多い。また無敵囲いは、そもそも居玉での囲いである。  
| 9  | 8  | 7  | 6  | 5  | 4  | 3  | 2  | 1  |    |
| 香 | 桂 |    | 金 | 王 | 金 | 銀 | 桂 | 香 | 一 |
|    |    | 銀 |    |    | 飛 |    | 角 |    | 二 |
| 歩 | 歩 | 歩 | 歩 | 歩 |    |    | 歩 | 歩 | 三 |
|    |    |    |    |    | 歩 | 歩 |    |    | 四 |
|    |    |    |    |    |    |    |    |    | 五 |
|    |    | 歩 |    | 歩 |    |    |    |    | 六 |
| 歩 | 歩 |    | 歩 | 銀 | 歩 | 歩 | 歩 | 歩 | 七 |
|    | 角 | 銀 |    |    |    | 飛 |    |    | 八 |
| 香 | 桂 |    | 金 | 玉 | 金 |    | 桂 | 香 | 九 |

| 9  | 8  | 7  | 6  | 5  | 4  | 3  | 2  | 1  |    |
| 香 | 桂 |    | 金 |    |    |    | 桂 | 香 | 一 |
|    | 王 | 銀 |    | 金 | 飛 |    | 角 |    | 二 |
|    | 歩 | 歩 | 歩 | 歩 |    |    | 歩 | 歩 | 三 |
| 歩 |    |    |    | 銀 | 歩 | 歩 |    |    | 四 |
|    | 歩 | 銀 |    |    |    |    |    |    | 五 |
| 歩 |    | 歩 | 角 | 歩 |    |    |    |    | 六 |
|    |    | 桂 | 歩 | 銀 | 歩 | 歩 | 歩 | 歩 | 七 |
|    |    |    |    |    |    |    | 飛 |    | 八 |
| 香 |    |    | 金 | 玉 | 金 |    | 桂 | 香 | 九 |

| 9  | 8  | 7  | 6  | 5  | 4  | 3  | 2  | 1  |    |
| 王 | 桂 |    |    |    |    |    | 桂 | 香 | 一 |
| 香 | 銀 | 金 |    | 金 | 飛 |    | 角 |    | 二 |
| 歩 | 歩 | 歩 | 歩 | 歩 | 銀 |    | 歩 | 歩 | 三 |
|    |    |    |    |    | 歩 | 歩 |    |    | 四 |
| 歩 | 歩 | 銀 |    |    |    |    |    |    | 五 |
|    |    | 歩 | 角 | 歩 |    |    |    |    | 六 |
|    |    | 桂 | 歩 | 銀 | 歩 | 歩 | 歩 | 歩 | 七 |
|    |    |    |    |    |    |    | 飛 |    | 八 |
| 香 |    |    | 金 | 玉 | 金 |    | 桂 | 香 | 九 |

| 9  | 8  | 7  | 6  | 5  | 4  | 3  | 2  | 1  |    |
| 香 | 桂 |    |    |    |    |    | 桂 | 香 | 一 |
|    | 銀 | 王 | 金 | 金 |    | 飛 | 角 |    | 二 |
|    | 歩 | 歩 | 歩 | 歩 | 銀 |    | 歩 | 歩 | 三 |
| 歩 |    |    |    |    | 歩 |    |    |    | 四 |
|    | 歩 | 銀 |    |    |    | 歩 |    |    | 五 |
| 歩 |    | 歩 | 角 | 歩 |    |    |    |    | 六 |
|    |    | 桂 | 歩 | 銀 | 歩 | 歩 | 歩 | 歩 | 七 |
|    |    |    |    |    |    |    | 飛 |    | 八 |
| 香 |    |    | 金 | 玉 | 金 |    | 桂 | 香 | 九 |

居玉戦法の一例として、図2-1から図2-3の先手陣のような陽動相振り飛車の戦型がある。これは図2-1の出だしからそれぞれ図2-2以降のの陣形を目指すもので、八段目に駒を置かないことで飛車がスムーズに展開することができ、地下鉄飛車と違って手数がかからない。図2は後手それぞれ漠然とした美濃囲い、穴熊、金無双と囲いは違うが先手の狙いは上からの攻撃という点では共通で、とくに1歩入ると図2-2であれば飛車を8八角に移動させてから▲8四歩△同歩▲8三歩△同銀▲8四銀△同銀▲8三歩などの攻撃が利く。図2-3の穴熊には飛車を8八に移動してから▲8四歩△同歩▲同銀△8三歩に▲同銀成りとし、以下△同銀▲8四歩△同銀▲同角から▲8五桂～▲9三桂成△同銀▲9四歩△8二銀▲9三銀などの手が続く。図2-4の金無双も飛車を8八に移動してから▲9五歩△同歩▲8四歩△同歩▲同銀△8三歩▲9五銀△同香▲同香△9三歩▲9二歩△8四銀▲8七香で△9五銀なら▲9一歩成が利く。